# John Ziemba Restorations

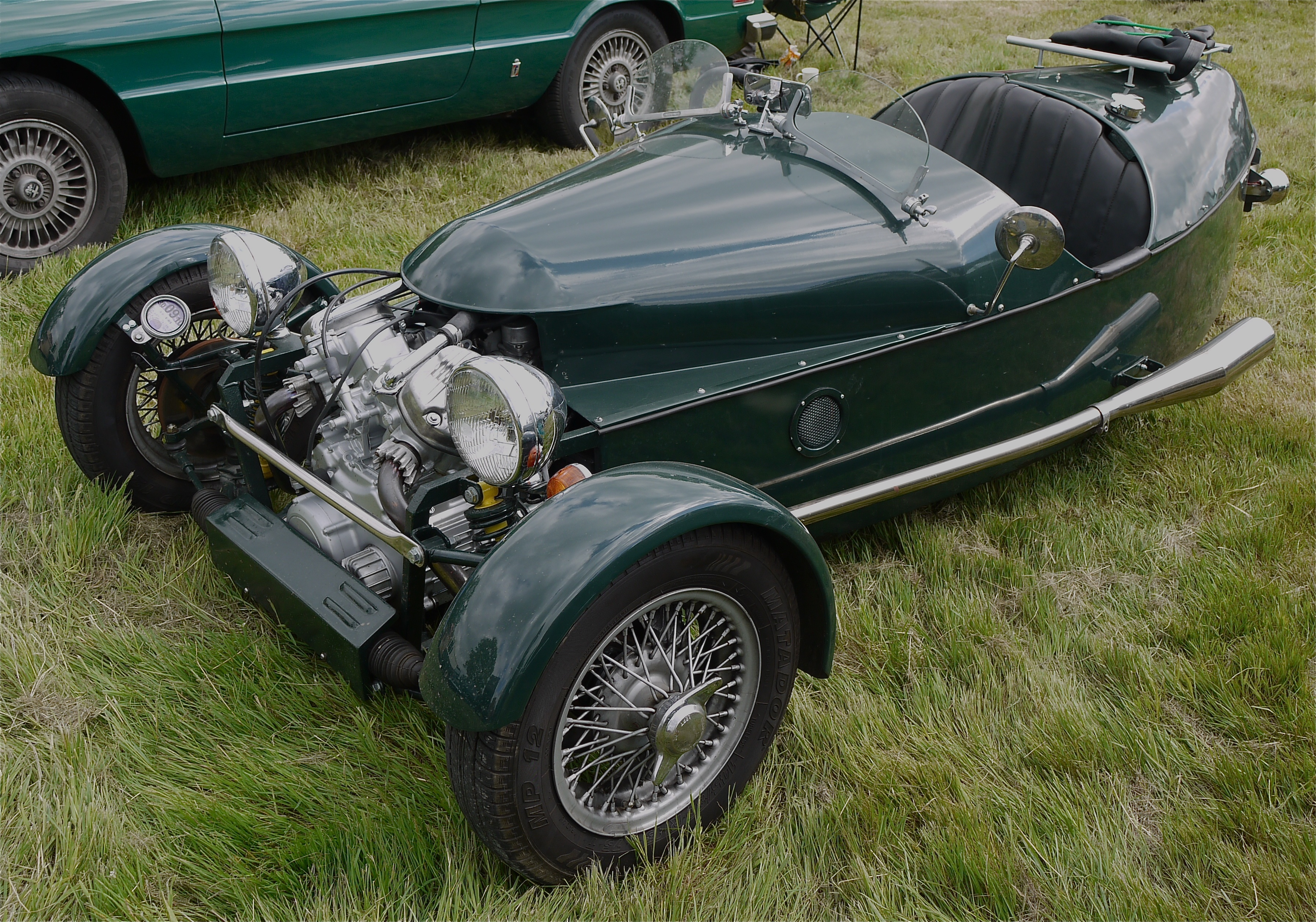
JZR

John Ziemba Restorations ist ein britischer Hersteller von Automobilen.

## Unternehmensgeschichte
John Ziemba gründete 1989 das Unternehmen in Darwen in der Grafschaft Lancashire. Er begann mit der Produktion von Automobilen und Kits. Der Markenname lautet JZR. Insgesamt entstanden bisher etwa 450 Exemplare.
Bandido aus Spanien war Lizenznehmer.

## Fahrzeuge
Im Angebot stehen Dreiräder mit einzelnem Hinterrad. Sie ähneln den Dreirädern der Morgan Motor Company. Das Spaceframe-Fahrgestell besteht aus Stahl und die Motorhaube aus glasfaserverstärktem Kunststoff. Verschiedene Heckformen stehen zur Wahl. Die Motoren kommen von diversen Motorrädern wie Honda CX, Moto Guzzi, Honda ST 1300 Pan European und Harley-Davidson. Sie sind vorne im Fahrzeug montiert und treiben über eine Kardanwelle das Hinterrad an.